# Helicops leopardinus
Helicops leopardinus là một loài rắn trong họ Rắn nước. Loài này được Schlegel mô tả khoa học đầu tiên năm 1837.

## Hình ảnh

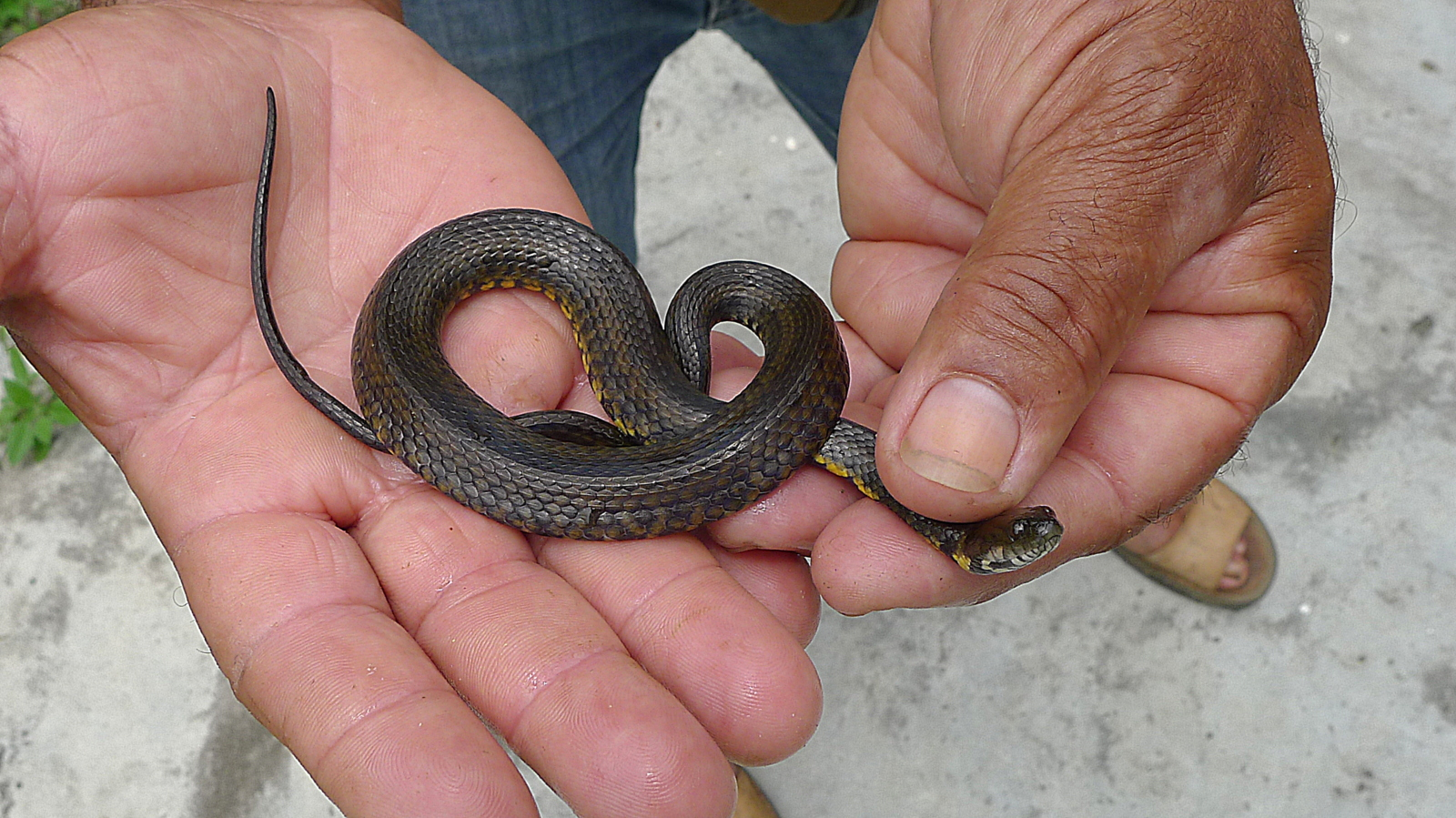
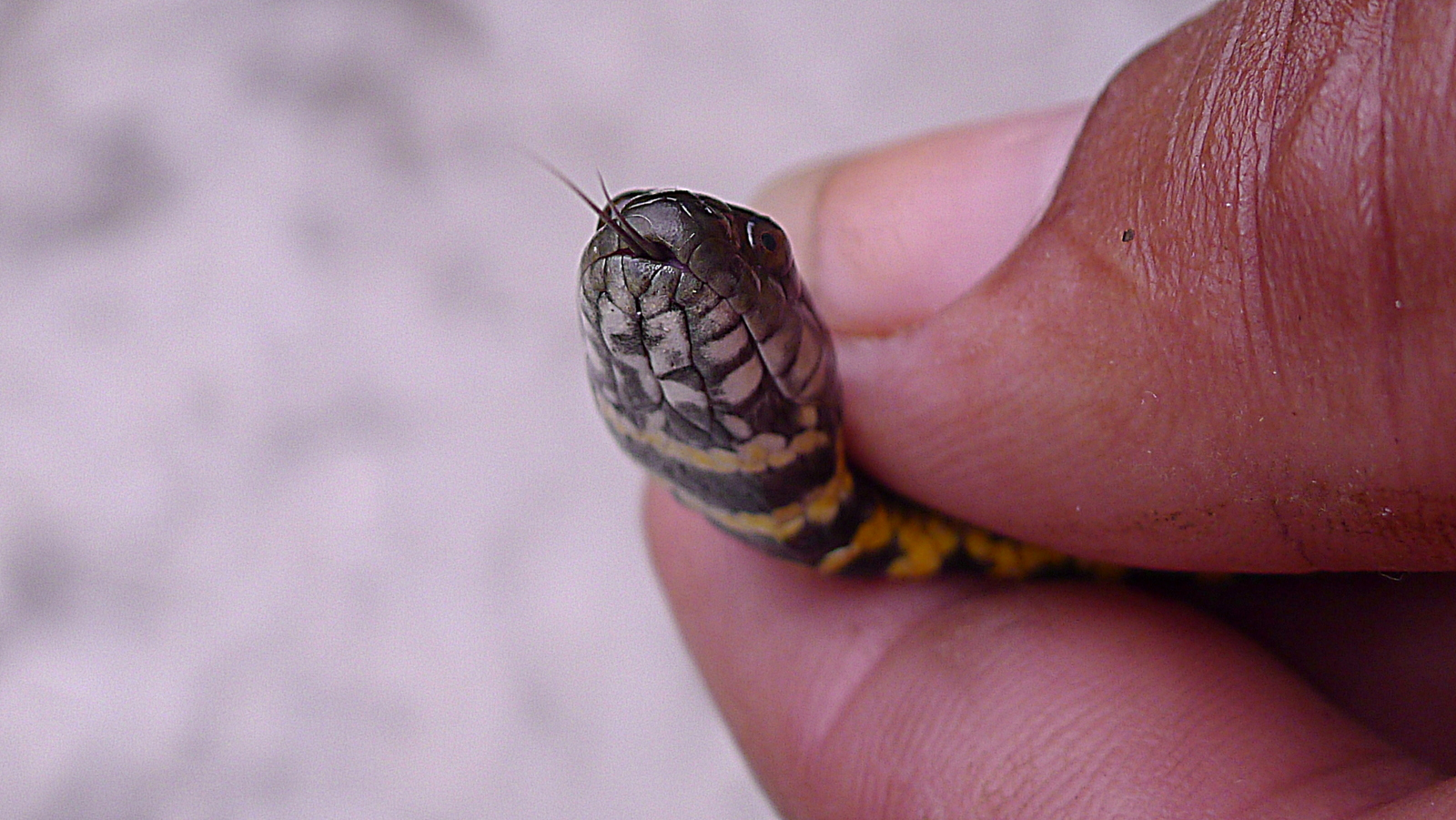
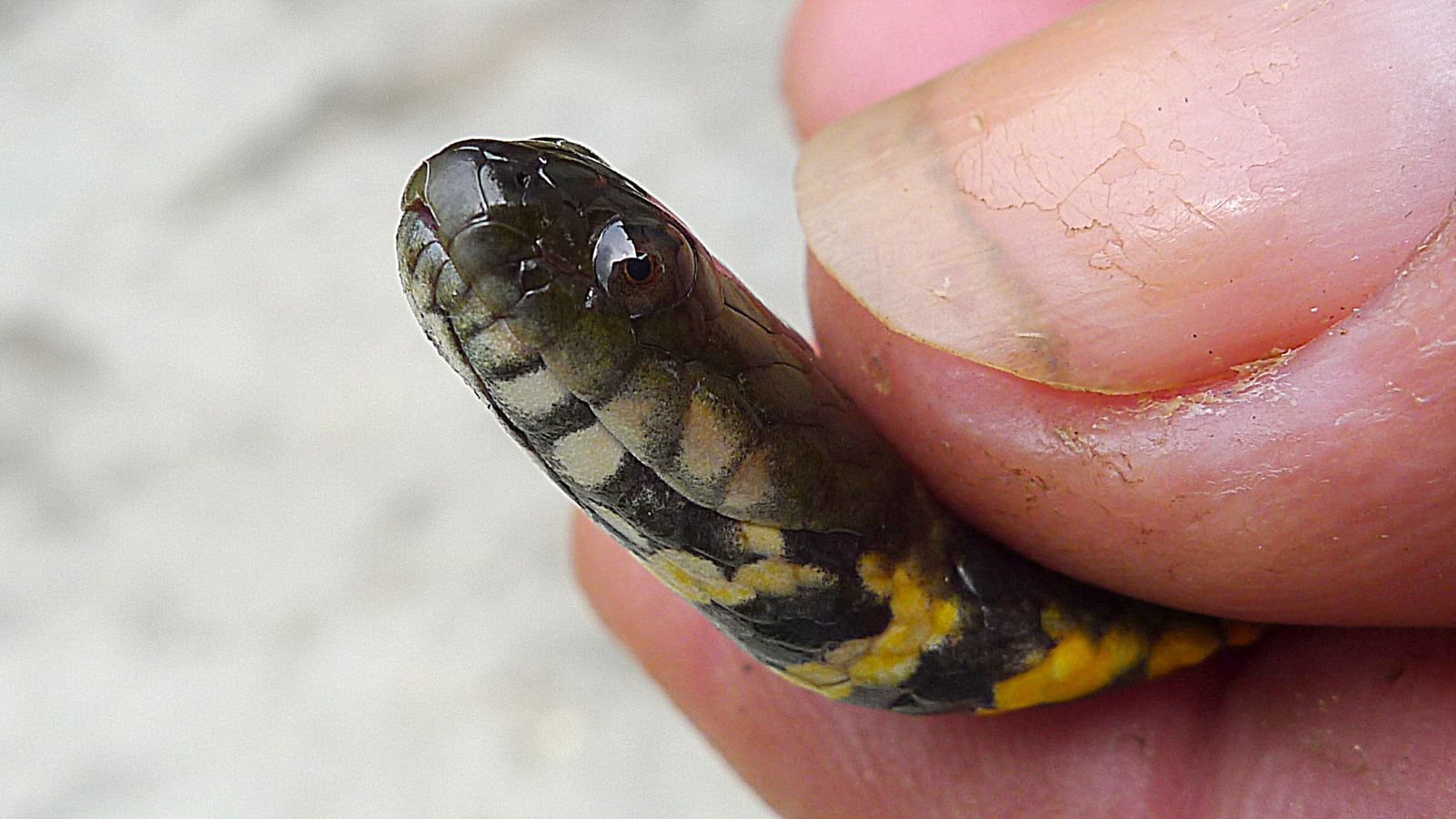
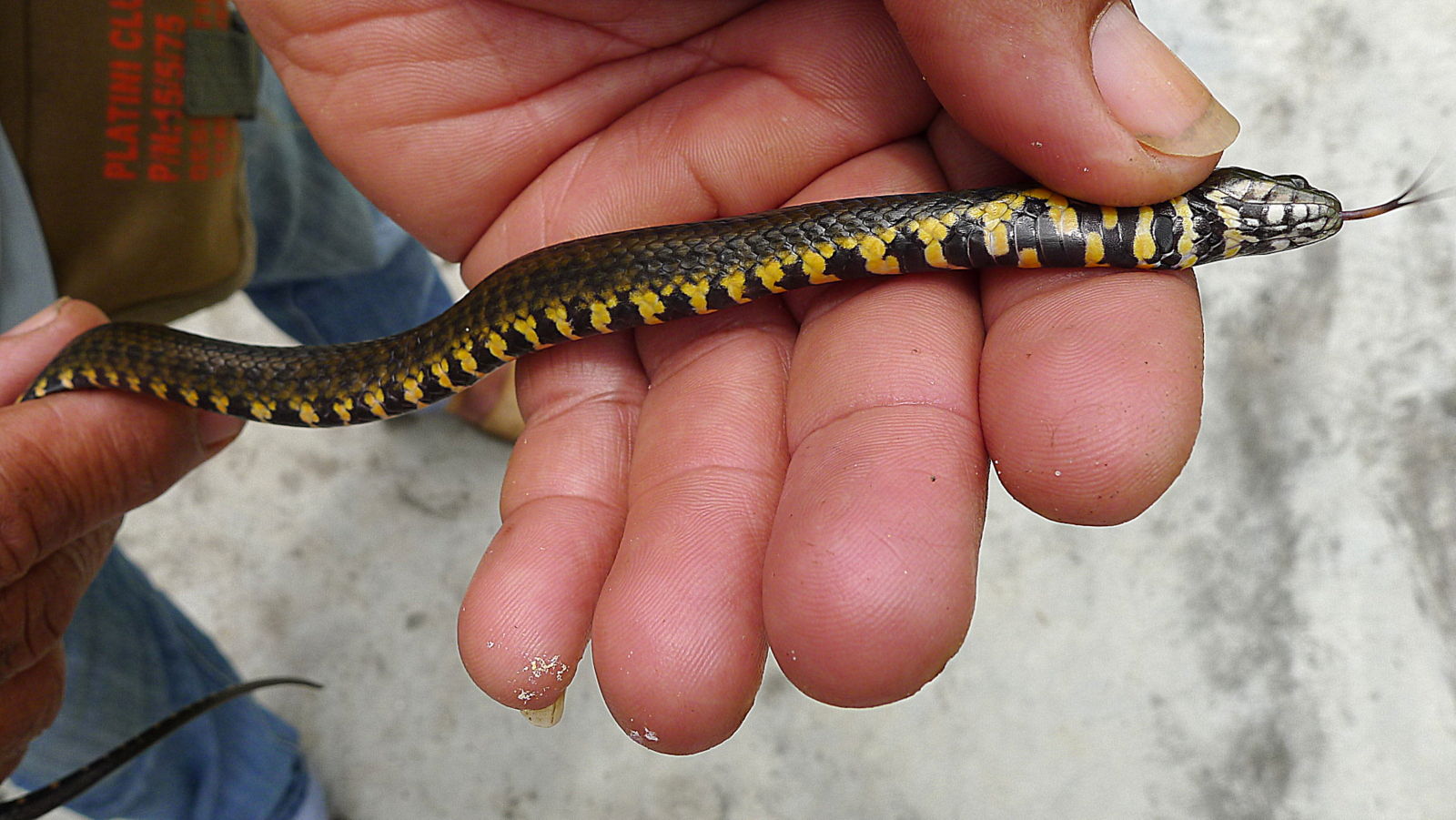